# Dnopherula yuanmowensis
Dnopherula yuanmowensis är en insektsart som först beskrevs av Zheng, Z. 1977.  Dnopherula yuanmowensis ingår i släktet Dnopherula och familjen gräshoppor. Inga underarter finns listade i Catalogue of Life.